# سنگ‌نوشته رونی ۱۱ اوپلاند
یو ۱۱ (U 11) نامگذاری راندیتا برای یک سنگ رونی در نزدیکی اقامتگاه پادشاه در آلسنو هوس، نزدیک هوگوردن در جزیره آدلسو، سوئد است.

## ترجمه متن رونی به حروف لاتین
raþ| |þu: runaʀ: ret: lit: rista: toliʀ: bry[t]i: i roþ: kunuki: toliʀ: a(u)k: gyla: litu: ris... … -: þaun: hion: eftiʀ ...k: merki srni... haku(n) * (b)aþ: rista

## تصاویر اضافی

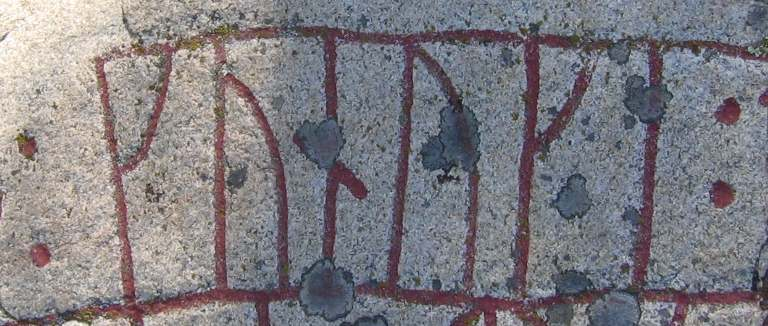
جزئیاتی که واژه kunungi یا «پادشاه» را نشان می‌دهد.
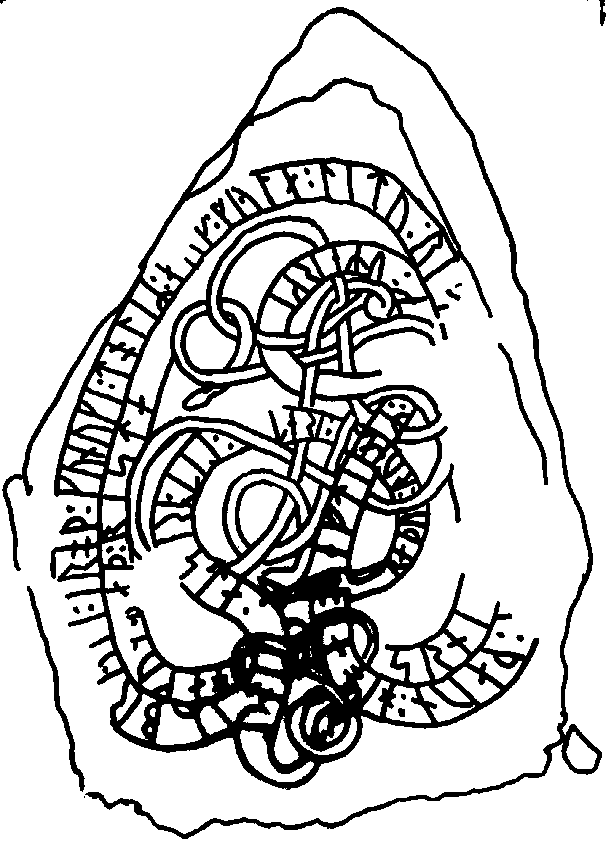
نقاشی U 11.